# レーニア (高速戦闘支援艦)
|          |                                                                     |
| 艦歴     |                                                                     |
| 発注     | 1988年11月3日                                                       |
| 起工     | 1990年5月31日                                                       |
| 進水     | 1991年9月28日                                                       |
| 就役     | 1995年1月21日                                                       |
| 退役     | 2003年8月28日                                                       |
| その後   | 2016年10月1日予備役                                                 |
| 除籍     |                                                                     |
| 性能諸元 |                                                                     |
| 排水量   | 48,800トン                                                          |
| 全長     | 230 m (754.6 ft)                                                    |
| 全幅     | 32.6 m (107 ft)                                                     |
| 吃水     | 11.9 m (39 ft)                                                      |
| 機関     | ゼネラル・エレクトリック LM 2500 ガスタービン, 105,000 shp、2軸推進 |
| 最大速   | 26ノット (48 km/h)                                                  |
| 航続距離 |                                                                     |
| 乗員     | 軍人30名、民間人176名                                               |
| 航空機   | MM-60 または SH-60 2機                                              |
| モットー | The Legend Of Service                                               |

レーニア(USNS Rainier, T-AOE-7)は、アメリカ海軍の高速戦闘支援艦。サプライ級高速戦闘支援艦の2番艦。艦名はレーニア山に因む。その名を持つ艦としては3隻目。

## 艦歴
「レーニア」は1990年5月31日カリフォルニア州サンディエゴのナショナル・スチール・アンド・シップ・ビルディング社で、1991年9月28日進水し、1995年1月21日就役した。
2003年8月28日に「レーニア」は海上輸送司令部 (Military Sealift Command) に移管された。その際に武装は取り外されている。
「レーニア」は空母打撃群に随伴できる速度を持ち、任務群に対して急速な補給を行う。戦闘支援艦はシャトル船から燃料、弾薬および物資を受け取り、空母打撃群の艦艇にこれらの荷を再分配する。高速戦闘支援艦による短時間の補給は戦闘時の脆弱性を縮小する。
2016年10月1日予備役、ワシントン州ブレマートンで保管されている。